# 麻生真友子
麻生 真友子（あそう まゆこ、1982年9月26日 - ）は、日本の女優、タレント。血液型はAB型。本名・百地千寿。東京都出身。

## 来歴
幼少の頃からドラマや特撮などに出演し、まニャン子クラブのメンバーにも加入し活躍していた。子役時代の名前は百地千寿、のちにももちあずさと改名。忍者・百地丹波の末裔と言われている。
元走れ!めざまし調査隊の一員。
2009年以降、メディアへの登場が途切れている。

## 出演

### テレビドラマ
- メタルヒーローシリーズ
  - 特救指令ソルブレイン 第27話 - 手塚智香子 役
  - 特捜エクシードラフト 第17話
  - 特捜ロボジャンパーソン
  - 重甲ビーファイター - はるか 役
- スーパー戦隊シリーズ
  - 鳥人戦隊ジェットマン 第9話 - 少女時代のサツキ 役
  - 恐竜戦隊ジュウレンジャー 第9・10話
  - 五星戦隊ダイレンジャー 第16話
  - 忍者戦隊カクレンジャー
- 愛さずにいられない
- さすらい刑事旅情編
  - （1991年10月16日）第4シリーズ 第1話 - 北島あゆみ 役 ※百地千寿名義
  - （1993年3月10日）第5シリーズ 第20話 - 清水泉 役 ※百地千寿名義
- はぐれ刑事純情派 （テレビ朝日 / 東映）
  - （1991年5月29日）第4シリーズ 第9話「整形美容・人妻の復讐」 - 都築昌也の娘・菜々（小学校2年生） 役
  - （2002年4月10日）第15シリーズ 第2話「身代金2000万円と父が消えた!?安浦刑事を馬鹿野郎と呼んだ女」 - 徳山美和 役
- 学校があぶない（1992年、TBS） - レギュラー：木崎麗 役
- 名奉行 遠山の金さん 第6シリーズ 第21話「情けが仇の美人局」（1994年、ANB / 東映） - 小夜 役 ※百地千寿名義
- 暴れん坊将軍VI 第18話「母恋い人形、やじろべえ」（1995年、テレビ朝日） - おこま 役 ※百地千寿名義
- 燃えろ!!ロボコン 第19話
- それぞれの断崖（2000年、テレビ東京） - 水口千秋 役
- 仮面ライダーアギトスペシャル 新たなる変身
- ネバーランド
- 金曜時代劇 春が来た 第3話 - ちず 役
- 水曜プレミア 江戸前鮨職人きららの仕事
- 木曜時代劇 夏雲あがれ
- 土曜ワイド劇場 「獣医・いかり七緒の殺人診断」（2007年10月27日、テレビ朝日） - 長崎美子 役
- 金曜プレステージ「クッキングパパ」（2008年8月29日、フジテレビ）- 工藤恵 役

### バラエティ
- めざましテレビ（2003年度 - 2004年度） - 走れ!めざまし調査隊

### 映画
- ピンチランナー
- 角川ホラーシネマ 真実のホラー「チェーンメール」 - 主演：トモエ 役

### ビデオ
- 文部省推薦VP 癒しのゆりかご〜精神科医療〜偏見をのり越えて〜 - 佐伯絵里 役

### ラジオ
- 鶴光のうわさのゴールデンアワー リポーター

### CM
- セブン-イレブン[1]
- J-PHONE